# Wang Jing-wei
Wang Jing-wei (kinesisk: 汪精衛), egentlig Wang Zhao-ming (kinesisk: 王兆&#37528); Jixin (季新), (4. maj 1883 i Panyu, Guangdong - 10. november 1944 i Nagoya, Japan) var en fremtrædende kinesisk politiker i mellemkrigstiden og under 2. verdenskrig.

## Liv
1901 tog Wang sin første eksamen (xiucai) i det kejserlige eksamensvæsen og søgte om et statsligt stipendium for at studere i Japan. Wang fik et stipendium til den skole, som siden kaldtes Hosei-universitetet, og i 1904 begav Wang og hans ven Hu Han-min sig til Tokyo for at påbegynde deres studier. I Tokyo kom de snart i kontakt med Sun Yat-sens revolutionære bevægelse, hvis mål var at styrte Qing-dynastiet, og Wang gik med i Suns parti allerede i 1905.

### Den revolutionære
Wang blev en nær medarbejder til Sun Yat-sen og planlagde flere attentater mod ledende manchuriske statsmænd. I 1910 gennemførte han og en gruppe andre revolutionære et bombeattentat mod prinsregent Zai-feng. Det mislykkede forsøg gjorde Wang kendt i hele Kina, og myndighederne vovede ikke at idømme Wang dødstraf, men gav ham livstidsfængsel. Da Xinhai-revolutionen brød 1911, genvandt Wang friheden og kunne fortsætte sit arbejde i Suns nye parti Tong-meng-hui.
I begyndelsen af 1920-erne havde Wang flere vigtige poster i regeringen i Guangzhou, som Sun Yat-sen lod oprette i opposition mod den officielle regering i Peking, og Wang nød stor popularitet. Som Suns nære fortrolige bistod han ham i udarbejdelsen af Suns testamente, og Wang regnedes derfor for at være den indlysende efterfølger for Sun, der pludselig døde under et besøg i Peking i marts 1925.
Wang var længe en fremtrædende kinesisk politiker på Nationalistpartiets venstrefløj. Modsat Chiang Kai-shek gik han ind for samarbejdet med KKP til trods for, at han hverken var kommunist eller brød sig om rådgivning fra Komintern. Denne modsætning mellem de to mest fremtrædende politikere i Kuomintang fik gentagne gang Wang til at trække sig ud af samarbejdet – blot for snart at blive kaldt tilbage. Han kunne ikke undværes.

### Udfordreren
Wang Jing-wei forsøgte flere gange at udfordre Chiang Kai-sheks stilling. Under felttoget i Nordkina 1926-1928 deltog han 1926-1927 i en rivaliserende regering i Wuhan sammen med kommunisterne.
I 1930 allierede han sig med krigsherrerne Feng Yuxiang, Yan Xishan og Li Zongren i et forsøg på at styrte Chiang Kai-shek, men de blev besejrede i den korte borgerkrig, som fulgte, og Wang flygtede fra landet for en tid. Næste år gjorde han et nyt forsøg på at starte en rivaliserende regering i Guangzhou, men den blev opløs i efteråret i forbindelse med, at Japan invaderede Manchuriet, og Wang blev tilbudt at deltage i en samlingsregering i Nanking. Fra og med 1932 tjenestegjorde han som Republikken Kinas konseilspræsident (premierminister), men måtte træde tilbage i december 1935, efter at han blev alvorligt skadet i et politisk attentat.
Wang fulgte med Chiang Kai-sheks regering, da den flygtede til Chongqing under 2. kinesisk-japanske krig, men han blev stadig mere pessimistisk med hensyn til Kinas muligheder for at vinde krigen mod Japan og gjorde sig til talsmand for en forhandlingsløsning frem for fortsatte kampe.

### Et motiveret kursskifte
I takt med at krigen mellem Kina og Japan trak ud, forsøgte Wang at finde en vej for at afslutte krigstilstanden, der kunne sikre et fredeligt samarbejde mellem de to lande, uden at kineserne mistede selvbestemmelsen over deres land. Om hans kinesiske nationalisme var der ingen tvivl. I et interview udtalte han blandt andet:
"(modstanden mod Japan) kan forsætte længe endnu. Man kan blokere havnene for os. Man kan besætte vore jernbaner. Men trods det kan Kina byde modstand. Det enorme Kina er hverken industrialiseret eller centraliseret. Den store andel selvforsørgende landbefolkning gør sådanne midler som blokade meningsløse over for Kina. Og vi har vort lands vældige, umålelige udstrækning som det bedste forsvar og tillige tidsfaktoren. Modstanden kan altså fortsætte, selv om japanerne besætter Hankow. Men hvad kommer efter? Det vestre Kina skulle på grund af sine rige naturtilgange, sin strategisk uangribelige beliggenhed kunne forblive en selvstændig, kinesisk stat med adgang til havet i Rangoon ved Det indiske Ocean, hvilken adgang japanerne ikke kan blokere for os. Og resten af Kina med dets kystbyer skulle forblive under japansk indflydelse. Hvad betyder det? Hvad betyder modstanden for en sådan løsning af konflikten, som skulle medføre en deling af Kina, altså en løsning der ganske vist ikke imødekommer japanernes program, men som dog ville være et nyt skridt mod deres endelige mål?"
Han fortsatte:
"Alene med militære operationer kan japanerne ikke bryde vor vilje til modstand. Men de japanske fredsbetingelser er uantagelige for Kinas suverænitet. Krigen vil alene kunne afsluttes, hvis en kineser, der var villig til at påtage sig ansvar, rejse sig og kunne finde en vej at afslutte ødelæggelseskrigen på, ikke som forræder men med Kinas bedste for øje."
Ydermere påpegede Wang, at kineserne fik en vis støtte fra England for at forhindre Japans magtområde i at blive udvidet. Og han var fuldt klar over, at hvis England kom i krig i Europa, ville der være stor risiko for, at man ville opgive Kina for at kunne bevare sin ledende position i Europa. Han regnede derfor med, at Kina havde de bedste chancer for et opnå et tilfredsstillende resultat, så længe det endnu havde Vestmagterne i ryggen.

### Leder af Nanking-regeringen
Det var utvivlsom disse tanker, der til sidst fik Wang til i 1940 at tage det modige skridt selv at rejse til Japan og lade sig udnævne til japanskstøttet leder af en ny national regering for Kina for de områder, Japan havde kontrollen over. Wang indså, at hvis Japan fik kontrollen over hele Kina eller de mest betydningsfulde områder, ville dette være noget nær kinesernes eneste mulighed for selv at bevare en vis regeringsmagt over deres eget land. Som grundlag for sin regerings program gik Wang tilbage til det oprindelige program for Kuomintang, som partiet under Chiangs ledelse havde givet køb på.
Wangs oprigtigt sociale og nationalistiske intentioner gik aldrig i opfyldelse. På grund af den fortsatte krigstilstand oplevede de områder, Wangs regering kunne styre, hverken ro eller stabilitet. Reelt fik han aldrig mulighed for at gennemføre sit program, om end han gjorde alvorligt mente forsøg. Men hverken hans tidligere fæller i Kuomintang eller hans gamle samarbejdspartnere i KKP var klar til at give ham muligheden. De stemplede ham begge som en hanjian, en forræder af han-kineserne. Fire år efter at have indledt forsøget døde Wang i 1944 i Nagoya.